# Іларіон (Капрал)
Митрополит Іларіон (в миру Ігор Олексійович Капра́л;6 січня 1948 , Спіріт-Рівер, Альберта  — 16 травня 2022 , Нью-Йорк, Нью-Йорк ) — першоієрарх Російської православної церкви за кордоном; митрополит Східно-Американський і Нью-Йоркський.
З 18 травня 2008 року до смерті — митрополит Східно-Американський і Нью-Йоркський РПЦЗ, — перший за її історію затвержений на посаді Священним синодом РПЦ.
20 червня 1996 — травень 2008 — архієпископ Сіднейський і Австралійсько-Новозеландський. З 17 травня 2007 ріку після підписання Акту про канонічне спілкування РПЦЗ і РПЦ, увійшов також до складу її єпископату.

## Життєпис

### Ранні роки
Батьки походили з села Обенижі колишньої Волинської губернії (сьогодні в складі Турійського району Волинської області, Україна). 1929 року, коли Волинь була в складі Польщі, батьки емігрували до Канади, де отримали в провінції Альберта 160 акрів землі і 100 доларів готівкою, а також молоток і сокиру для будівництва будинку.
Народився 6 січня 1948 року в Спіріт-Рівер вдома, позаяк мати не встигла виїхати до шпиталю. У свідоцтві про народження зареєстрований Григорієм, при хрещенні отримав ім'я Ігор.
Дитинство було важким: «сім'я не вибивалася зі злиднів. Ферма дозволяла лише зводити кінці з кінцями, попри те, що сіяли пшеницю, овес, ячмінь, тримали худобу, але в суворих кліматичних умовах життя було непередбачуване. Через бідність батькові весь час доводилося шукати роботу». З ранніх років Ігор відвідував Свято-Троїцьку церкву, розташовану неподалік від рідного міста. 1959 року парафія разом з архієпископом Пантелеймоном (Рудиком) перейшла до юрисдикції Московського патріархату, в ній були сильні українські автокефальні настрої.
1966 — закінчив гімназію і планував вступ до семінарії. Спочатку архієпископ Едмонтонський Пантелеймон запропонував Ігореві навчатися у Франції в духовній семінарії Московського Патріархату у Вільмуасоні, створену митрополитом Миколаєм (Єрьоміним). Але до того часу семінарія закрилася, і архієпископ Пантелеймон став клопотати про вступ Ігоря до духовної семінарії в СРСР:
«Цілий рік владика вів переговори з Ленінградською семінарією, але врешті-решт отримав рішучу відмову. Значно пізніше я дізнався, що КДБ допитувало моїх родичів в Україні, з метою дізнатися чому я хочу навчатися в Росії. Мені тоді було всього 18 років.

В цей час я отримав копії двох відкритих листів, складених о. Глібом Якуніним і о. Миколаєм Ешліманом на ім'я Патріарха Алексія I, прем'єр-міністра О. Н. Косигіна і генерального секретаря Л. І. Брежнєва щодо переслідування віри в СРСР. Ці листи відкрили мені очі на багато що. Особливо мене збентежила стаття відомого митрополита Ленінградського Никодима в журналі „Єдина церква“, в якій він хвалив комунізм і говорив, що у комунізму і християнства одна загальна ідея. Ця стаття мене просто шокувала. Я зрозумів, що не можу більше залишатися в юрисдикції Московської Патріархії і моє місце бути з Закордонним Синодом»
Перейшовши до РПЦЗ, став духовним сином єпископа Едмонтонського Сави (Сарачевича), під впливом якого Ігор вирішив прийняти чернецтво.
1967 — у 19 років вступив до Свято-Троїцької духовної семінарії у Джорданвілі, штат Нью-Йорк. Після закінчення семінарії 1972 року, вступив до Свято-Троїцького монастиря послушником.
2 грудня 1974 — пострижений у рясофор з ім'ям «Іларіон» на честь преподобного Іларіона, схимника Печерського.
З 1975 року викладав у Свято-Троїцькій духовній семінарії Святе Письмо Нового Заповіту, моральне і порівняльне богослов'я, та біблійну археологію. 4 грудня 1975 архієпископом Аверкієм (Таушевим) († 1976), в якого був келійником, — висвячений в ієродиякона. Таким чином виявився останнім ставлеником архієпископа Аверкія до його смерті, і служив йому як келійник.
1976 — закінчив Сиракузький університет зі ступенем магістра слов'янознавства та російської літератури.

### Служіння
17 квітня 1976 року єпископом Манхеттенським Лавром (Шкурлою) був висвячений на ієромонаха. З 1973 по 1988 рік був редактором журналу «Orthodox Life» (офіційне англомовне видання Свято-Троїцького монастиря в Джорданвілі), працюючи одночасно у монастирській друкарні. Влітку 1979 року був направлений до Єрусалима для духовного окормлення жіночих обителей. Після закінчення відрядження був призначений духівником Свято-Троїцького монастиря в Джоржанвілі. 30 серпня 1983 року рішенням Архієрейського Синоду РПЦЗ був нагороджений золотим Синодальним хрестом.

### Вікарій Східно-Американської єпархії
10 грудня 1984 року рукопокладений в єпископа Манхеттенського, вікарія Східно-Американської єпархії. Хіротонію звершили: митрополит Філарет (Вознесенський), архієпископ Чиказький і Детройтський Серафим (Іванов), архієпископ Лос-Анджелеський і Південно-Каліфорнійський Антоній (Сінкевич), архієпископ Монреальський і Канадський Віталій (Устинов), архієпископ Сиракузький і Троїцький Лавр (Шкурло), архієпископ Сіднейський і Австралійсько-Новозеландський Павло (Павлов), єпископ Вашингтонський Григорій (Граббе), єпископ Берлінський і Германський Марк (Арндт) і єпископ Клівлендський Аліпій (Гаманович). Після чого опікувався парафіями в штаті Пенсільванія.
Собором єпископів був затверджений на посаді Заступника Секретаря Архієрейського Синоду. За відомостями журналу «Русский Newsweek» (зі слів онука протопресвітера Олександра Кисельова — протоієрея Петра Холодного) як офіційний представник Архієрейського Синоду РПЦЗ неодноразово відвідував СРСР.

На богослужінні щодо 1025 річниці Хрещення Русі. Церква Святого Володимира у Джексоні, Нью-Джерсі (2013)

Влітку 1990 року відвідав Росію (Валаам і Санкт-Петербург) та Україну (Київ і Почаївську лавру), де познайомився з намісником архімандритом Онуфрієм (Березовським) — майбутнім предстоятелем УПЦ МП. Тоді ж вперше зустрівся зі своїми родичами в Україні.
Брав участь у святкуванні 1000-ліття Хрещення Володимиро-Суздальської Русі в Цареконстантинівському соборі Суздаля, який приєднався до РПЦЗ 1990 року, очолював прес-конференцію в журналі «Огонёк», присвячену спробам товариства «Пам'ять» втягнути РПЦЗ до політичної діяльності. 1992 — Архієпископ Сіднейський і Австралійсько-Новозеландський Іларіон місцеблюститель першоієрарха РПЦЗ. У грудні 1995 року отримав титул єпископа Вашингтонського з місцеперебуванням у Нью-Йоркці.
14-20 січня 1996 року відвідав місію РПЦЗ на Гаїті, приїзд єпископа Іларіона став першим відвідуванням країни православним архієреєм українського походження.

### Архієпископ Сіднейський і Австралійсько-Новозеландський
20 червня 1996 року, за негараздів в Австралійській єпархії, що виникли після відходу на упокій Архієпископа Павла (Павлова), Іларіона було призначено на Сіднейську і Австралійсько-Новозеландську кафедру з возведенням у сан архієпископа. З того ж року він головний редактор офіційного друкованого органу Сіднейської єпархії, щомісячного журналу «Церковне слово».

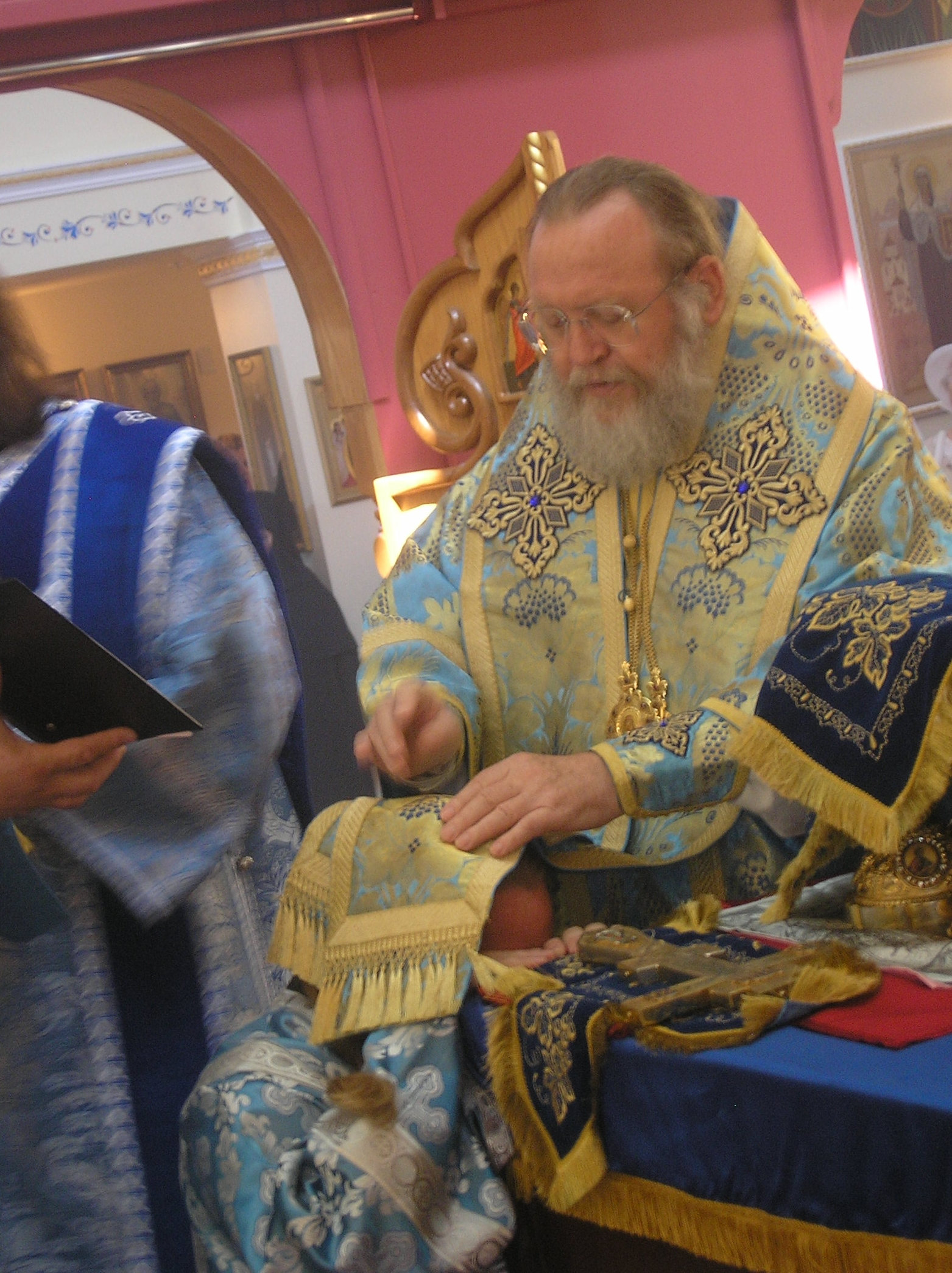
Звершує хіротонію во пресвітера

На Нью-Йоркському Архієрейському Соборі РПЦЗ, що відбувся з 13 по 17 грудня 2003 року, за пропозицією митрополита Лавра був нагороджений правом носіння діамантового хреста на клобукові.
27 січня 2005 року рішенням Архієрейського Синоду визначений головою Передсоборної комісії з влаштування і проведення IV Всезакордонного Собору
16 березня 2008 — в день кончини Першоієрарха РПЦЗ митрополита Лавра, призначений заступником Голови Архієрейського Синоду і Головою передсоборної комісії, яка підготувала Архієрейський Собор.

### Першоієрарх РПЦЗ
12 травня 2008 — обраний Архієрейським Собором РПЦЗ її Першоієрархом, отримав 9 голосів з 11. 14 травня — затверджений Священним Синодом Московського Патріархату на посаду Першоієрарха з возведенням у сан митрополита.

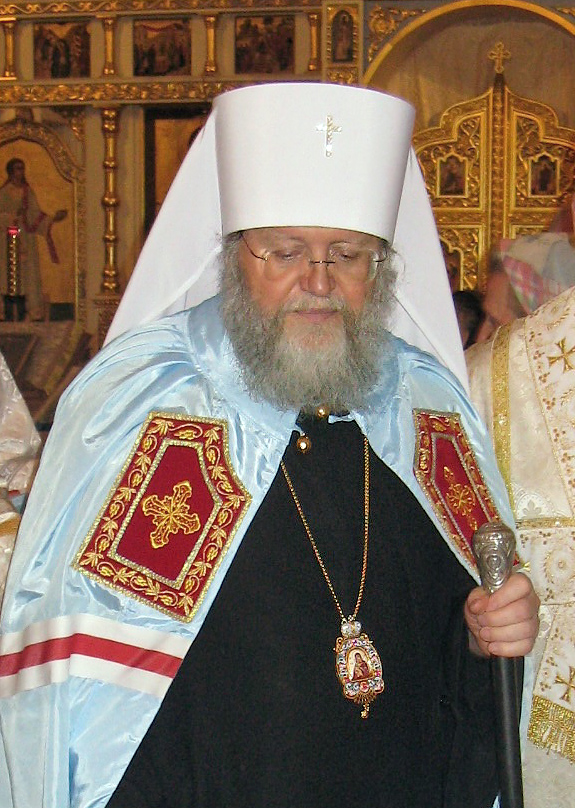
У день інтронізації, 2008

18 травня 2008 року в Синодальному Знаменському храмі (Нью-Йорк) відбулося возведення Іларіона на престол. Крім ієрархів РПЦЗ на богослужіннях були присутні єпископи і священики Константинопольського, Антіохійського, Єрусалимського Патріархатів, Православної Церкви в Америці.
З 10 грудня 2008 року — член Комісії з підготовки Помісного собору РПЦ.
24 грудня 2008 року Священним Синодом, «беручи до уваги важливість участі у керівництві роботою Архієрейського собору самокерованих Церков у складі Московського Патріархату», включений до складу Священного синоду, що є за Статутом Президією Архієрейського Собору, на час роботи Собору 2009 року.
30 січня 2013 — включений до складу Священного Синоду на час роботи Собору.
24 грудня 2015 — включений до складу Священного Синоду на час роботи Собору.
18 липня 2017 року в Троїце-Сергієвій Лаврі Патріархом Кирилом, за церковні заслуги та у зв'язку з 10-річчям відновлення канонічного спілкування єдиної Помісної Російської Церкви удостоєний права носіння другої панагії в межах РПЦЗ.
Восени 2017 року повідомив предстоятелю УПЦ КП патріарху Київському Філарету, що керівництво РПЦ бажає піти на зближення з Київським патріархатом. 11 листопада делегація Київського Патріархату прибула до Москви вести перемовини з митрополитом Іларіоном (Алфеєвим), який переконав їх запропонувати Київському патріархату підготувати листа від імені Філарета, який могли б зачитати на Архієрейському Соборі РПЦ.
16 листопада Філарет написав 2 листи — один на ім'я архієрейського Собору РПЦЗ, інше — на ім'я Першоієрарха РПЦЗ.
28 листопада 2017 — включений до складу Священного Синоду на час роботи Собору.
Помер 16 травня 2022 року в одній з лікарень Нью-Йорка.